# Breznay Imre
Breznay Imre (Eger, 1870. szeptember 24. – Eger, 1944. február 16.) tanár, újságíró, helytörténeti író.

## Életpályája
Tanári oklevelének megszerzése után 1885-1930 között az egri tanítóképző tanára lett. 
Újságírói pályafutását a Hevesvármegyei Hírlapnál kezdte, melynek 1898-1910-között volt munkatársa, majd 1898-1899-ben a Népiskolai Tanügy című hetilap szerkesztője és kiadója lett, 1910-től 1914-ig pedig az Eger című újság felelős szerkesztője volt. Sok cikke jelent meg a helyi lapokon kívül a Budapesti Hírlapban és a Magyarországban. 
Egerről szóló helytörténeti munkáiban a polgárosodó Eger történetét elsőként ő dolgozta fel, az addig ismert művészeti és hadtörténeti adatokat pedig számos művelődés- és gazdaságtörténeti adattal bővítette. 
Egerben hunyt el 1944. február 16-án.

## Főbb munkái
- A fertálymesterségekről (Eger, 1907)
- Az egri csizmadia céh múltjából (Eger, 1922)
- Eger múltjából (I., Eger., 1926)
- Eger a XVIII. században (I-II., Eger, 1933-34)
- Egri képeskönyv (Eger, 1937)

## Emlékezete
- Breznai Imre névalakban Egerben utcát neveztek el róla.